# Franz Peter von Cornerut
Franz Peter von Cornerut (* 1734 in Brieg; † 28. April 1808 ebenda) war ein preußischer Generalmajor und zuletzt Kommandant der Festung Brieg.

## Leben
Cornerut kam 1754 als Gefreitenkorporal in das Infanterieregiment „de Hautcharmoy“. Während des Siebenjährigen Krieges kämpfte er in den Schlachten bei Prag, Kolin, Leuthen sowie in den Gefechten von Konradswaldau, Bautsch und Domstädtl. In der Zeit wurde er am 22. Mai 1757 Fähnrich und am 10. Dezember 1760 Sekondeleutnant.
Nach dem Krieg wurde Cornerut am 12. September 1769 zum Premierleutnant befördert. Bis 15. Februar 1778 avancierte er zum Stabskapitän und nahm als solcher 1778/79 am Bayerischen Erbfolgekrieg teil. Am 29. September 1779 wurde er Kapitän und Kompaniechef. Am 5. Januar 1787 wurde er Major und am 26. Juni 1791 Bataillonskommandeur. Während des Feldzuges in Polen 1795/95 kämpfte Cornerut bei der Belagerung von Warschau. Zum Ende des Feldzuges am 2. Januar 1795 wurde er nun Oberstleutnant, am 16. Januar 1796 Oberst und am 4. Januar 1797 wurde er zum Kommandeur des Regiments ernannt. Am 29. Dezember 1801 wurde er wegen seiner angegriffenen Gesundheit als Kommandeur und Nachfolger des Oberstleutnants Koschinsky nach Brieg versetzt. Bereits am 20. Mai 1801 erhielt er die Ernennung zum Generalmajor. Als die Franzosen während des Vierten Koalitionskrieges vor Brieg erschienen, kapitulierte Cornerut. Am 13. September 1807 wurde er auf Halbsold gesetzt, aber bereits ab dem 23. Oktober 1807 erhielt er kein Geld mehr, da ein Kriegsgerichtsverfahren wegen der Kapitulation von Brieg vorbereitet wurde. Er starb aber am 28. April 1808 in Brieg.
Cornerut heiratete am 28. März 1778 in Brig Adolfine Johanna Charlotte von Schreibersdorff (* November 1737; † 21. Januar 1807) aus dem Haus Klein-Schweinern.